# エリートヤンキー
エリートヤンキーは、かつて吉本興業東京本社（東京吉本）に所属していた日本のお笑いコンビ。略称エリヤン。東京NSC9期生。
2004年結成、2015年12月30日のライブを最後に解散。解散後は共に一時期ピン芸人として活動し、西島は後にコンビを結成するも解散した。

## メンバー
西島 永悟（にしじま えいご、1980年4月30日 - ）
ボケ（結成当時はツッコミ）・ネタ作り担当。
身長189 cm、体重80 kg。血液型はA型。愛称は「にしじ」。
福井県福井市出身。福井県立高志高等学校卒業、東京外国語大学外国語学部ポルトガル語学科中退（中退理由は1年目留年、2年目留年、3年目休学）。
アイドルに造詣が深い。GyaO『ミスマガ』チャンネルでレポーターを務めるほか、キクチウソツカナイ。（元ポテト少年団）らと『アイドルトーク』なるトークイベントも行う。
同期の畑中しんじろう率いる、畑中アイドル軍団・KABUTOの副リーダー。
3人兄弟の長男。1歳下の弟、5歳下の妹がいる。弟は自衛隊員である。
好きな食べ物はヨーグルト。
以前、モデルのスカウトを受けたことがある。
2009年に初めてよしもと男前ランキング30位にランクイン。
2010年 よしもと男前ランキング22位。
2011年 よしもと男前ランキング10位。
2012年 よしもと男前ランキング5位。
エリートヤンキー以前は、大河壮太（元エレベーターマンション、現・お野菜太郎）とコンビを組んでいた。
平成ノブシコブシの後を継ぐ準備はできているらしい。ちなみに破天荒（吉村崇）が西島でサイコ（徳井健太）が橘。
学生時代はテニス部だった。
2011年5月14日に公開された映画『喧嘩番長 劇場版 一年戦争』に主演として出演した。
解散後、2018年に同期の滝野元気（元サヨナラダンス、現・四角）とコンビ『シンガリ』を結成するも、2023年6月を以て解散した。

橘 実（たちばな みのる、1981年10月29日 - ）
ツッコミ（結成当時はボケ）担当。
身長165 cm、体重65 kg。血液型はB型。愛称は「実くん」「みのちゃん」。
茨城県常陸太田市出身、奥羽大学文学部中退。福島で二年間、群馬で一年間住んでいた。
お野菜太郎と同居中。
吉田大吾（POISON GIRL BAND）が主催する、「東京大吾組」の一員。
普段は高めの声で喋るが、結構な低音も出せる。
昆虫が好きで、昆虫に関する知識は豊富。
小学生の頃から現在まで山口智子のファン。
実家ではアヒル、ヤギ、兎、犬2匹、熱帯魚、烏骨鶏など多種多様な動物を飼っていた。
読書が趣味。好きな作家は灰谷健次郎、重松清など（エリートヤンキーの休み時間より）。
解散後はピン芸人として活動。

## 概説
- 学歴などから「エリート」が西島で、「ヤンキー」が橘という設定。
- 本人たち曰く「アリとキリギリス」なコンビ（アリが西島、キリギリスが橘）。
- 身長差が24 cmあるにも拘らず、座ると座高が一緒。よしもと浅草花月での出番の際にはツカミに使うこともある。橘はこれを「怪奇現象」「簡単なテーブルマジック」と述べている。身長165 cmの成人男性の平均座高が88 cm程度なのに対し、橘の座高は93 cm（ライスのシチサンLIVEより）。オオサンショウウオもしくは特大のヒラメと同じような体型とのこと。

## ネタ
- 主に漫才[3]。結成当初はコントも行なっており、単独ライブの時だけコントも演じていた。2010年3月9日の単独の際には橘がネタを手がけたコントを披露した。
- ネタの中にはよくアドリブが織り交ざる。多い時にはネタの7割がアドリブという漫才もあるらしい。これについて本人たちは『マンスリーよしもとPLUS』2011年2月号において「2人とも飽きっぽいから、同じことをやっていると飽きて余計なことを言ってしまう」「ここでボケれると思ったり、相手が言った言葉への切り返しを思いついたら入れていく。それが僕らにはできる」と述べている。
- ネタの締めに、落語のオチのような台詞を入れることがある。
  - 例：宝探しに行く海賊のネタで「お前とやっている漫才が宝だよ」。また、何度も叩かれるネタで「ほっぺたよりもハートが痛い」「ほっぺた腫れても心は晴れず」など。

## 出演

### 番組
- ヨシモト∞ ゲスト出演、水曜告知コーナー担当（2007年4月〜）
- PLAY!AWA'S 〜美と笑いの大お見せ合いパーティ〜 （GyaO、2007年）
- 爆笑オンエアバトル（NHK総合） 戦績0勝1敗 最高261KB
- オンバト+ （NHK総合）戦績3勝3敗 最高509KB
- ぐるぐるナインティナイン（日本テレビ）内「おもしろ荘へいらっしゃい!」コーナー
- NSC TOKYO JET TV（GyaO）
- オリエンタルラジオのマンガの日（ヤフー、2009年11月20日）
- ロンドンハーツ （テレビ朝日）ネットムービー『今の若手はウラでこんな事やってます ネットだからバラしていいよね30連発!!』
- アメトーーク! （テレビ朝日）読書芸人（2012年2月2日、橘のみ）
- ざっくりハイボール（テレビ東京、2012年2月18日、橘のみ）
- 快脳!マジかるハテナ（日本テレビ、2012年10月25日、西島のみ）
- お昼の100万円クイズLIVE（NOTTV、2012年12月3日〜）

### 映画
- 喧嘩番長 劇場版〜一年戦争（ジョリー・ロジャー、2011年5月14日） - 主演・速水勇太役（西島のみ）

### 舞台・ライブ
- ルミネtheよしもと
- ヨシモトスープ　レッドテイスト（ライス・フルーツポンチ・かたつむり・ブルースタンダード）
- よしもと浅草花月
- ヨシモト∞ホール
- AGE AGE LIVE（Yahoo！バラエティ・よしもと劇場） 17：00 - 18：30
- シチサンLIVE（Yahoo！バラエティ・よしもと劇場） 19：30 - 21：00
- 月刊エリートヤンキー（毎月開催）　21:45 - 22:45
- 神保町花月
  - パパはヒットマン （2007年8月18日 - 8月24日）
  - 神保町花月カウントダウン'08 〜ゆく芝居 くる芝居〜 （2007年12月31日）
  - ことのは （2008年2月26日 - 3月2日）
  - かあちゃん、スターになったよ （2008年5月8日 - 5月11日）
  - 晦の夜の果て （2008年12月27日 - 12月30日）
  - やさしい生きもの （2009年2月10日 - 2月15日）
  - ハナフブキ （2009年3月18日 - 3月23日）　※座長公演
  - タネと仕掛け （2009年9月22日 - 9月27日）
  - 夢の中の君へ （2010年1月13日 - 1月17日）
  - RYOMA！ （2010年5月7日 - 5月13日）
  - テルニ （2010年7月20日 - 7月25日）
  - 金魚鉢 （2010年8月31日 - 9月3日）　※橘のみ
  - たましい屋さん （2010年9月16日 - 9月30日）
  - 花曇 （2011年4月12日 - 4月17日）
  - 口悪お姫の泣き虫家来 （2011年6月21日 - 6月26日）
  - 微熱 （2011年7月31日 - 8月4日）
  - 珈琲ヒッチハイクガイド （2011年10月18日 - 10月22日）
  - BUSS （2011年11月1日 - 11月6日）
  - 引っ越し先は…？  (2012年2月14日 - 2月19日)
  - 僕はどうしても膝が痛かったんだ  (2012年4月11日 - 4月16日)
  - 限・界・密・室！  (2012年7月10日 - 7月15日)
  - 夏のかけらとジンジャーエール  (2012年9月11日 - 9月16日)
  - エンディング・ジョーク  (2012年11月6日 - 1月11日)
  - KissKissKiss2013  (2013年1月8日 - 1月15日)
  - サカサマ島綺譚 〜奇抜探偵・四条司の静謐なる思考〜   (2013年3月6日 -  3月12日)
  - 怪盗団と僕は夢の中  (2013年6月18日 - 6月23日)

## DVD
- ことのは （2008年7月7日 発売）
- ルミネtheよしもと〜業界イチの青田買い 2008夏〜 （2008年7月23日 発売）

## 単独ライブ
- 2006年12月3日　「エリートヤンキー単独ライブ」 （渋谷シアターD）
- 2007年7月16日　「エリートヤンキー単独ライブ 〜ラクリマクリスTea〜」 （新宿シアターブラッツ）
- 2008年1月29日　「マンザイ 〜好きでよかった〜」 （新宿シアターブラッツ）
- 2008年8月21日　「タチバナシ」 （新宿シアターブラッツ）
- 2009年3月1日　「喋り屋」 （新宿シアターブラッツ）
- 2009年9月5日　「エイゴとしゃべらナイト」 （新宿シアターブラッツ）
- 2010年3月9日　「キングミノラ対メカエイゴ」 （北沢タウンホール）
- 2010年9月7日　「俺達が死んだら38の下に埋めてくれ・・・」 （北沢タウンホール）
- 2011年4月6日　「ヤンキー君とメガネちゃん」 （よしもとプリンスシアター）
- 2012年2月5日      「MANZAI is NOT DEAD」(ヤクルトホール)
- 2012年7月28日     「水もしたたるいい男 メガネ外すといい男」(ヤクルトホール)
- 2013年8月26日 「虹 byインポッシブル井元」(渋谷無限大ホール)